# Sibara mexicana
Sibara mexicana är en korsblommig växtart som först beskrevs av Sereno Watson, och fick sitt nu gällande namn av Reed Clark Rollins. Sibara mexicana ingår i släktet Sibara och familjen korsblommiga växter. Inga underarter finns listade i Catalogue of Life.